# Фелистово
Фелистово — деревня в Великолукском районе Псковской области России. Входит в состав сельского поселения «Борковская волость».
Расположена на юго-западе района, на северо-восточном побережье озера Балаздынь, в 48 км к юго-западу от центра города Великие Луки и в 5 км к северо-западу от волостного центра деревни Борки.

## Население
Численность населения деревни по оценке на 2000 год составляла 1 человек, на 2010 год — 3 человека.

## Известные уроженцы
- Фронтов, Вячеслав Фёдорович — генерал-майор.